# Камышла (нижний приток Сока)
Камышла — река в России, правый приток Сока. Протекает в Клявлинском и Камышлинском районе Самарской области.

## География
Устье реки находится в селе Камышла, в 296 км по правому берегу Сока. Длина реки составляет 20 км. Река в верховье в районе села Старое Семенкино протекает по границе с Клявлинским районом Самарской области.

## Данные водного реестра
По данным государственного водного реестра России относится к Нижневолжскому бассейновому округу, водохозяйственный участок реки — Сок от истока и до устья. Речной бассейн реки — Волга от верховий Куйбышевского вдхр. до впадения в Каспий.
Код объекта в государственном водном реестре — 11010000612112100005662.